# Der Retzatkreis des Königreichs Bayern
Der Retzatkreis des Königreichs Bayern ist ein Lexikon, das 1829 von Karl Friedrich Hohn herausgegeben wurde. Der vollständige Titel lautet: „Der Retzatkreis des Königreichs Bayern geographisch, statistisch und historisch beschrieben.“
Das Werk besteht aus zwei Teilen (Gesamtbeschreibung des Rezatkreises, Einzelbeschreibung der administrativen Einheiten), hat ein Register (S. 361–392) und eine Druckfehlerberichtigung (S. 393ff.).
Im ersten Teil gibt es eine Gesamtbeschreibung des Rezatkreises (S. 5–42), die in 19 Abschnitte unterteilt ist: § 1 Bestandteile des Kreises (S. 5–6), § 2 Geschichte (S. 6–8), § 3 Lage, Grenzen, Größe (S. 9), § 4: Gebirge (S. 9–12), § 5 Gewässer (S. 13–15), § 6 Seen und Weiher (S. 16), § 7 Klima (S. 16), § 8 Naturprodukte (S. 17–22), § 9 Gewerbe (S. 22–27), § 10 Bewohner (S. 27–28), § 11 Religion (S. 28–30), § 12 Verwaltung mit Auflistung der administrativen Einheiten (S. 30–36), § 13 Stände des Königreiches (S. 36), § 14 Landrat (S. 37–38), § 15 Bildungsanstalten (S. 38–40), § 16 Wahlstädte des Kreises (S. 40–41), § 17 Steuerabgaben (S. 41), § 18 Gemeindetypen (S. 41–42), § 19 Polizeiverfassung (S. 43). Die Abschnitte geben Aufschluss über Geschichte (1, 2), Verwaltung (1, 12, 13, 14, 19), Geographie (3, 4, 5, 6, 7), Wirtschaft (8, 9, 17), Kultur (10, 11) und Statistik (10, 16, 17, 18).
Im zweiten Teil (S. 43–360) erfolgt die Einzelbeschreibung der administrativen Einheiten in alphabetischer Reihenfolge, wobei zuerst die kreisunmittelbaren Städte Ansbach, Erlangen, Fürth und Nürnberg abgehandelt werden, danach die Landgerichte und zum Schluss die Herrschaftsgerichte. Die Beschreibungen haben alle das gleiche Schema: § 1 Bestandteile, Größe, § 2 Grenzen, Lage, Klima, § 3 Gewässer, § 4 Boden, § 5 Naturprodukte, § 6 Gewerbe, § 7 Einzelorte, wobei der letzte Teil am umfänglichsten ist. Die im letzten Teil verwendete Klassifizierung der Ortstypen wurde von dem 1819 erstmals erschienenen Werk Topo-geographisch-statistischen Lexicon vom Königreiche Bayern übernommen: Einöde (1 Haus), Weiler (1–11) und Dorf (12 und mehr); des Weiteren die Ortstypen Markt, Stadt und Pfarrdorf und Kirchdorf. Es gibt zusätzlich Angaben zur Zahl der Einwohner, der Wohngebäude, der kirchlichen Zugehörigkeit, der Entfernung zum nächstgrößeren Ort und ggf. kurze Bemerkungen zur Wirtschaft und Geschichte des jeweiligen Ortes. Das Datum der statistischen Erhebungen ist unklar, ist aber des Öfteren identisch mit denen vom Alphabetischen Verzeichniß aller im Rezatkreise [...] enthaltenen Ortschaften, das 1818 erschienen ist. Die Erkenntnisse von § 7 sind später in dem 1831/32 erschienenen Topo-geographisch-statistischen Lexicon vom Königreiche Bayern eingeflossen, während die anderen Abschnitte weitestgehend unberücksichtigt blieben.